# Bencao jing jizhu
Commentaires du classique de la matière médicale

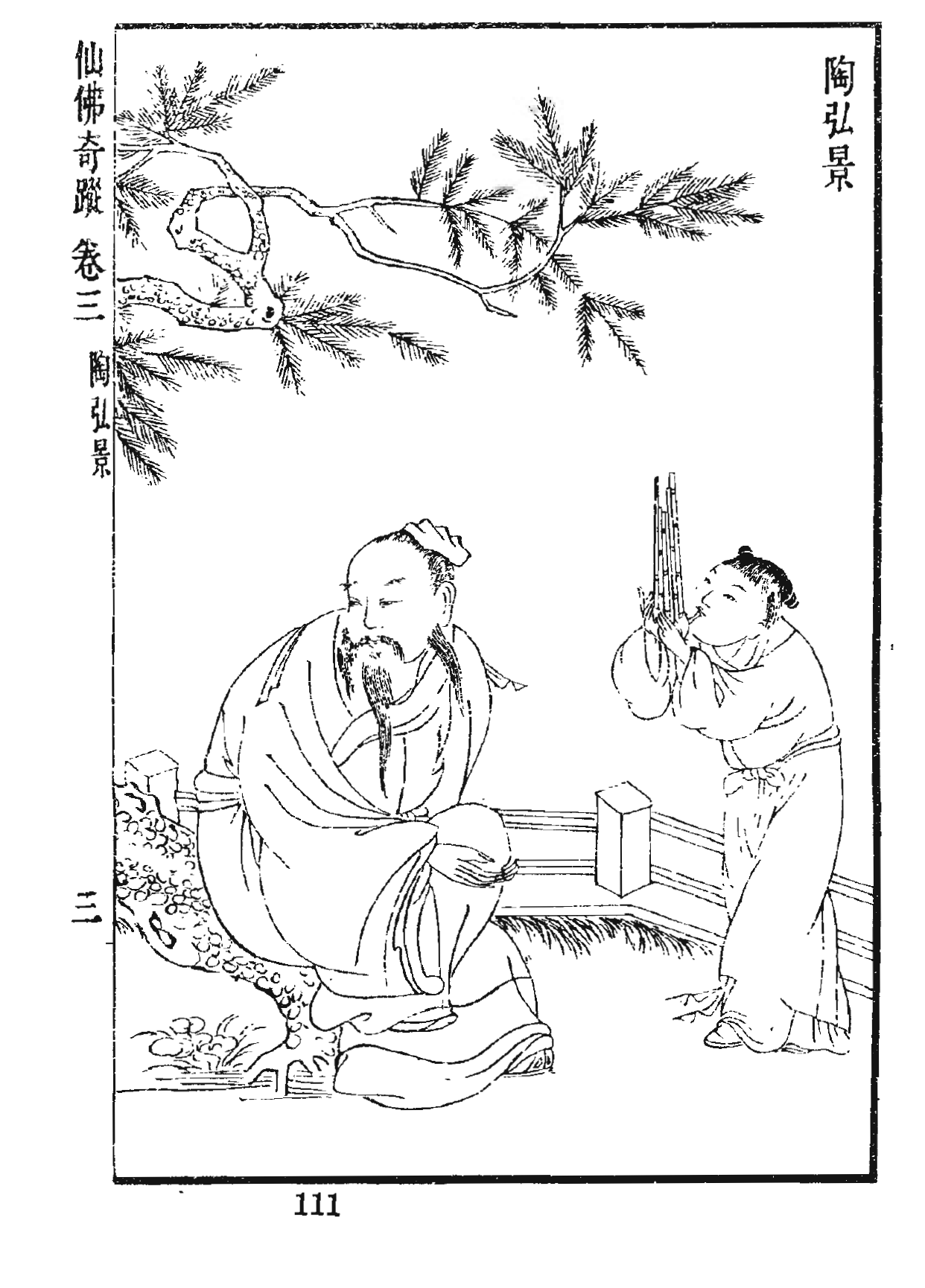
Tao Hongjing

Le Bencao jing jizhu 本草經 集注 / 本草经 集注, Běncǎo jīng jízhù, (EFEO Pen ts’ao tsing tsi tcheou), « Commentaires du classique de la matière médicale », (forme courte Bencao jizhu 本草集注), est un ouvrage de matière médicale édité vers 500 de l’ère commune, par le lettré taoïste Tao Hongjing 陶弘景 (456 – vers 536), l’ermite du mont  Mao (maoshan 茅山), connu pour sa contribution au taoïsme de l’école Shangqing, de la dynastie Liang 梁.
Le Bencao jizhu reprend les notices sur les matières médicales de l’ancien ouvrage de base de matière médicale le Shennong bencao jing 神农本草经 (anonyme), que Tao Hongjing complète par des informations venant de médecins célèbres, et par ses propres observations. Il rajoute aussi de nouvelles notices sur des substances médicinales qui n’apparaissent pas dans la bencao d’origine. Ce travail va servir de modèle pour les siècles suivants, à tous ceux qui entreprendront une mise à jour des anciennes bencao, par la méthode de compilation systématique des travaux précédents.
Le Bencao jizhu décrit 750 substances médicinales, classées en 6 grandes classes naturelles (1. minéraux, 2. végétaux, 3. vers et poissons, 4. oiseaux et quadrupèdes, 5. fruits et légumes, 6. grains et nourritures, et un groupe résiduel des drogues obsolètes), présentées en 7 chapitres. Cette classification dite « naturelle » sera continuellement améliorée jusqu’au Bencao gangmu de Li Shizhen (1593). Tao Hongjing présente aussi les principes d’associations des drogues simples entre elles, pour les faire collaborer efficacement à l’effet thérapeutique recherché, en s’inspirant du modèle de gouvernance impérial basé sur la hiérarchie souverain-ministre-assistant-messager (Jūn chén zuǒ shǐ 君臣佐使).
Cependant la première révision du Bencao jizhu effectuée par Su Jing 蘇敬 en 659 eut un effet collatéral malencontreux (du moins pour les historiens des sciences). La circulation du Xinxiu bencao 新修本草 la « Nouvelle révision de la matière médicale » de Su Jing, rendit caduque le Bencao jing jizhu. Si bien que cet ouvrage de matière médicale disparut peu à peu et qu’il est maintenant considéré comme perdu depuis longtemps, sauf la préface (xùlù 敘錄). Mais grâce à la découverte de fragments du texte de Tao Hongjing dans les grottes de Dunhuang et des nombreuses citations effectuées dans les bencao suivantes, il est possible de se faire une idée assez précise de l’œuvre.

## Structure du texte

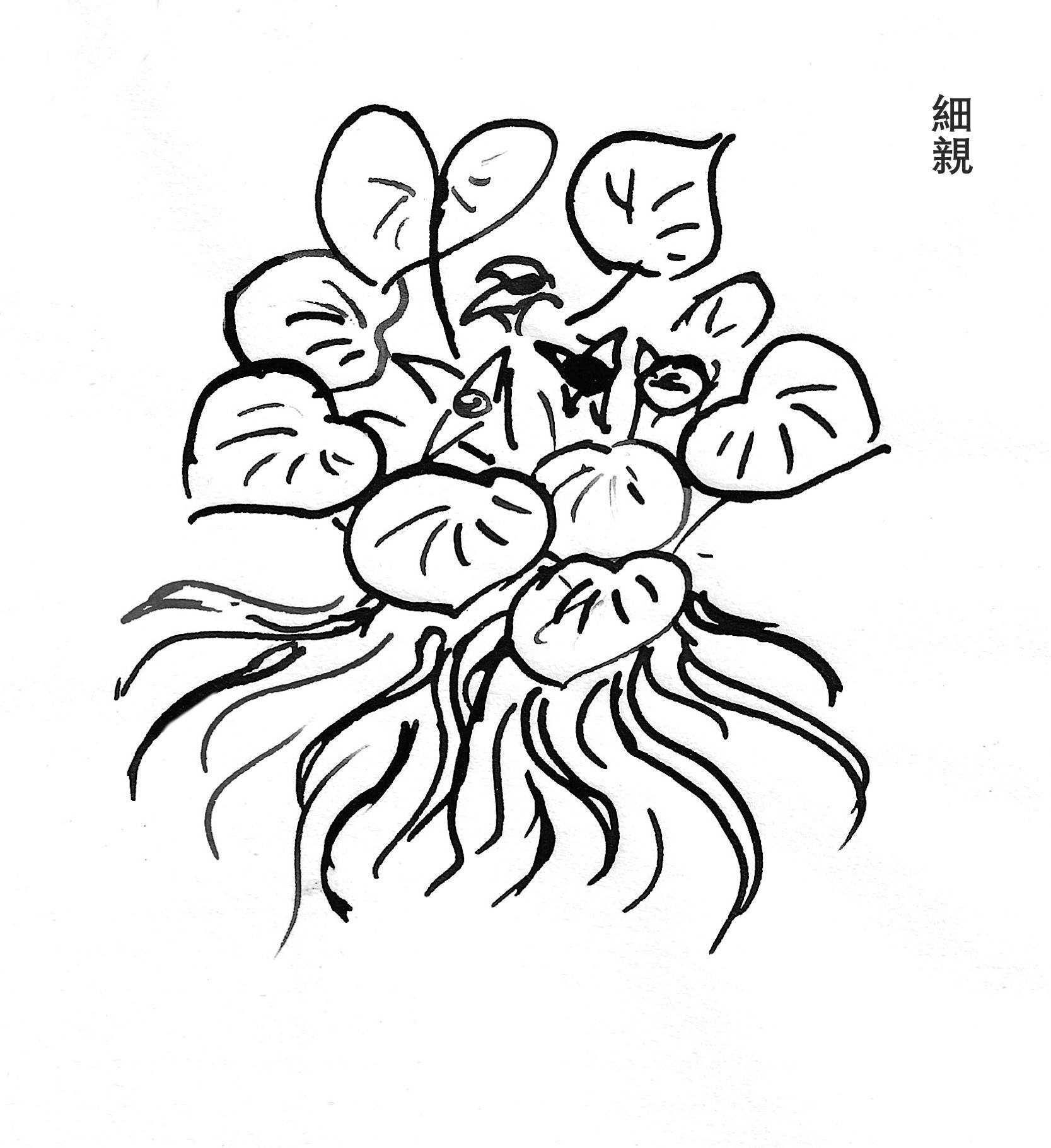
Asarum, drogue médicinale. Dessin à la plume à l'encre, inspiré d'une image de Shaoxing bencao 绍兴本草

Tao Hongjing a écrit sa matière médicale en deux étapes. Il compose d’abord un Shennong bencao jing 神农本草经, en 3 chapitres et 750 notices de description des drogues puis peu après, il réorganise le plan de sa matière médicale et publie le Bencao jing jizhu 本草經 集注 en 7 chapitres. Le contenu des deux ouvrages est identique, comme l’indique une note à la fin de la préface du dernier ouvrage.
Le premier chapitre du Bencao jing jizhu de Tao Hongjing s’inquiète de l’ignorance générale des acteurs du traitement et de l’usage de la matière médicale, en raison d'un manque de circulation de l'information.
« Les médecins ne connaissent pas les drogues. Ils s’appuient exclusivement sur les vendeurs de marché. Les vendeurs eux, ne comprennent pas la différentiation et l’évaluation [des drogues] ; ils chargent des spécialistes pour collecter et délivrer les drogues. Ces collecteurs et livreurs se passent les uns aux autres leurs méthodes et agissent dans l’ignorance. Ainsi, il n’y a pas de contrôle de la pureté, de la qualité ou de l’absence de risques [des drogues] » (Paul Unschuld)
Il donne des indications générales sur la période de récolte des racines, des fleurs ou des feuilles.
« Les racines sont souvent récoltées le deuxième et huitième mois, car au début du printemps, la sève commence à monter avant d'atteindre les branches et les feuilles, ce qui fait que leur force est pure et concentrée. En automne, les branches et les feuilles commencent à se flétrir, et la sève redescend vers les racines. Si nous examinons cela en pratique, au printemps, il est préférable de récolter tôt, et en automne, de récolter tard, quant aux fleurs, fruits, tiges, et feuilles, ils doivent être récoltés selon leur maturité. »
Il précise les anciennes et nouvelles unités de mesure. Après la collecte des plantes médicinales, vient leur préparation, séchage, découpe, pulvérisation, pilonnage etc. Les méthodes de fabrication des pilules, des poudres, décoctions etc. sont aussi passées en revue.
Le chapitre premier se poursuit avec l’énumération des 41 types d’empoisonnement, les 12 prohibitions de certains aliments avec certaines drogues, les 4 prohibitions générales concernant la prise de certaines drogues, la liste des drogues qui ne doivent pas être consommées en décoction ou avec du vin médicinal et la liste des incompatibilités de drogues.
Puis du chapitre 2 au chapitre 7, sont présentées les notices (monographies) sur les drogues qui sont regroupées en 7 classes naturelles
1. Pierres précieuses / minéraux yushi 玉石 
2. Herbes / arbres caomu 草木
3. Vers / poissons chongyu 蟲魚
4. Oiseaux / quadrupèdes qinshou 禽獸 
5. Fruits / légumes guocai 果菜
6. Grains / nourriture mishi 米食 
7. Drogues connues de nom mais qui ne sont plus en usage youming weiyong 有名未用 
Tao Hongjing ajoute des commentaires aux anciennes notices sur les drogues, concernant le lieu d’origine, l’apparence, la préparation ainsi que du stockage de la matière médicale. Toutefois, l’information n’est pas fournie systématiquement à chaque notice.
Les trois sources du texte du Bencao jizhu sont donc
- l’ancien texte du Benjing (anonyme)
- « les notes additionnelles des médecins renommés » ajoutées par Tao Hongjing
- les notes personnelles de Tao Hongjing

D’après les documents trouvés à Dunhuang sur le Bencao jizhu, les parties du texte venant du Shennong benjing (anonyme) sont écrites à l’encre rouge, celles venant du Mingyi fupin des médecins célèbres, sont écrites à l’encre noire et les propres commentaires de Tao Hongjing sont donnés en écriture plus petite.

## Histoire du texte
Du texte originel perdu depuis longtemps, des fragments ont été découverts dans les grottes de Mogao de Dunhuang 敦煌 ainsi que dans les pharmacopées suivantes
- Xinxiu bencao 新修本草 (659) « Nouvelle révision de la matière médicale » de Su Jing 蘇敬 / 苏敬
- Jia you bencao 嘉祐本草 « Matière médicale de la période de règne Jia you » (1060) de Zhang Yuxi 掌禹錫 et al.
- Zhenglei Bencao 證類 « Materia medica vérifiée et catégorisée » (1098-1108) de Tang Shenwei 唐慎微 (c. 1056-1093)
- Bencao gangmu 本草纲目 (1593) de Li Shizhen 李时珍

Les fragments trouvés à Dunhuang, contiennent la totalité du premier chapitre du Bencao jing jizhu, exception faite des deux premières lignes de la préface. Ce qui permet de comparer le texte originel de Tao Hongjing et les textes qui lui sont attribués et qui ont été transmis par citation dans les bencao plus tardives. Et on constate des différences insignifiantes.
La préface du Bencao jizhu 本草集注 donne des informations sur le contexte historique de production des premières bencao. Il décrit notamment comment des incendies sous les dynasties des Han postérieurs 后汉 (25-220) et la dynastie Jin (265-420) 晉 firent disparaitre un millier d’ouvrages. De l’ouvrage fondamental à l’origine de la longue tradition des pharmacopées, le Shennong bencao jing anonyme (abréviation Benjing), il ne reste que quatre chapitres. Par l’ordonnancement des lieux d’origine des drogues, Tao Hongjing suppose que le texte aurait été écrit sous les Han postérieurs. Il semblerait qu’il y eut plusieurs éditions comportant 595 ou 431 ou 319 drogues.
Après avoir adressé une critique sévère de toutes les insuffisances et incohérences du texte, il indique avoir repris les 365 drogues du Benjing auxquelles il rajoute 365 drogues supplémentaires venant de médecins célèbres, en remédiant aux insuffisances et incohérences dénoncées.
De cette préface, nous extrayons les informations historiques suivantes:
« L’incendie [de la littérature] sous l’empereur des Qin 秦 n’a pas touché les textes médicaux et divinatoires, si bien que ces [anciens] ouvrages ont survécu. Mais quand l’empereur Xian 獻 [181-234] de la dynastie Han 漢 / 汉 dut changer de résidence et que l’empereur Huai 懷 [283 – 313] de la dynastie Jin 晉 dut s'enfuir en grande hâte, tous le [anciens] écrits furent victimes des flammes. Du millier d’ouvrages [en place], pas un seul ne survécut.
Les quatre chapitres du Benjing 本经 sont tout ce qui reste de l’ouvrage [Shennong bencao jing]. Ces notes ont vraisemblablement été écrites par Zhong Jing 仲景 [= Zhang Zhongjing 張仲景] et Yuan Hua 元化 [= Hua Tuo 华佗 (110–207)] parce que le lieu d’origine [de ces drogues] dans le Benjing sont répertoriés suivant les règlements des Han postérieurs. En outre, il existe aussi [un ouvrage sur les drogues] intitulé Tóng jūn cǎi yào lù 桐君採藥錄 « Notes de M. Tong sur les collections de drogues » dans lequel sont décrites les formes et les couleurs des fleurs et feuilles. 
Dans les quatre chapitres de Yàoduì 藥對 « Comparaison des drogues », leurs effets mutuels sont décrits. Plus tard, durant les dynasties Wei 魏 et Jin 晉, des personnes comme Wu Pu 吳普 et Li Dang 李當 ont apporté des modifications, en augmentant ou en diminuant le contenu. Certaines éditions [du Shennong bencao] comptent 595, d'autres 431 ou encore 319 entrées. Parfois les trois grades de drogues restent indifférenciés. Les propriétés de chaud et de froid [des thermo-influences des drogues] sont confuses, les plantes et les pierres ne sont pas distinguées, ni les insectes et les quadrupèdes, et les maladies qu'ils sont censés traiter varient considérablement. De plus, les indications principales [des drogues] et leur proportion [dans les prescriptions] ne sont présentées dans aucun ordre au personnel médical. Il en résulte que la connaissance de ces drogues peut être superficielle ou profonde » (Tiré de la traduction anglaise de Paul U. Unschuld).

## Caractéristiques des drogues
La préface se poursuit ainsi :
« Aujourd'hui, j'ai entrepris de rassembler et d'examiner tous ces textes, afin de simplifier et de clarifier leur étude. En prenant les trois grades de drogues du Shennong bencao jing 神農本經 comme principale référence, [on obtient]  un total de 365 drogues, et en ajoutant les sous-catégories données par des médecins célèbres, également au nombre de 365, cela fait un total de 730 genres de drogues. Toutes sont incluses, sans omissions, classées par catégorie et type, incluant également des commentaires sur leur usage reconnu, leur origine géographique, ainsi que ce qui est requis par les textes taoïstes et les méthodes d'immortalité. Avec cette préface, [mon travail] consiste en 3 chapitres. Bien que cela ne puisse pas totalement égaler les grands travaux antérieurs [sur les bencao], cela représente néanmoins l'effort d'un seul individu. Après ma mort, cela peut être transmis à ceux qui comprennent. » (Tiré de la traduction anglaise de Paul U. Unschuld).
Dans sa version première le Shennong bencao jing 神农本草经, en 3 chapitres et 750 notices (de ce qui deviendra le Bencao jing jizhu en 7 chapitres), Tao Hongjing donne la table des matières suivantes: 
- Le chapitre supérieur (juanshang 卷上) traite de la fondation des drogues, des types de maladies, et liste toutes les substances utilisées.
- Le chapitre moyen (juanzhong 卷中) traite des pierres précieuses et minéraux, des herbes [médicinales], des arbres, regroupant en tout 356 substances.
- Le chapitre inférieur (juanxia 卷下) traite des vers, quadrupèdes, fruits, légumes, grains, nourritures divisées en 3 grades, regroupant 195 drogues. Puis les drogues connues de nom mais obsolètes soit 179 drogues, soit en tout 374 drogues. Les deux derniers chapitres regroupent 730 drogues. Il a différencié par des encres de couleur rouge ou noire, les écrits des autres et des siens. Par la suite, il divisera l’ouvrage en 7 chapitres.

### Les trois grades de drogues
Dans la préface, Tao Hongjing expose la division tripartite des drogues en supérieure 上, moyenne 中 et inférieure 下, venant du Shennong ben jing anonyme mais en mettant en relation cette division tripartite des drogues avec la division ciel-homme-terre et avec les trois cycles agricoles:
« 上: Les médicaments de la classe supérieure peuvent tous éliminer les maladies, mais leur effet est doux et profond, et ne se manifeste pas rapidement. Toutefois, s’ils sont consommés des années et des mois durant, un grand bénéfice est certain d'être obtenu, la maladie sera guérie, et la vie prolongée. La voie du ciel [que suivent ces drogues] est de nourrir avec bienveillance. Les 120 drogues [de cette classe] utilisés seules correspondent aux mois de Yin, Mao, Chen, et Si [寅、卯、辰、巳 parmi les 12 branches terrestres ] le moment où toutes choses naissent et prospèrent.
中: La nature des médicaments de la classe moyenne, est d’avoir une relation plus proche avec la guérison des maladies ; ils sont moins fréquemment mentionnés en relation avec la libération du corps de sa masse matérielle. Pour ceux qui les prennent, l'élimination des troubles devrait être rapide, tandis que [pour ceux qui cherchent] la prolongation de la vie [l’effet] est plus lent. Comme ceci relève de la nature humaine, cela est considéré comme étant en accord avec l'homme. Les 120 drogues de cette classe correspondent aux mois de Wu, Wei, Shen, You [午、未、申、酉] le moment où toutes choses mûrissent et se réalisent.
下: La nature des drogues de la classe inférieure est de se concentrer sur les attaques directes. Avec leurs influences (qi 气) toxiques et violentes, leur efficacité médicinale perturbe l’équilibre intérieur. Elles ne doivent pas être consommées sur une longue période. Une fois la maladie guérie, le traitement doit cesser. Cela correspond à la nature de la terre, qui recueille et neutralise les énergies néfastes. Les 125 drogues de cette classe correspondent au mois de Xu, Hai, Zi et Chou [戌、亥、子、丑] ainsi qu’aux mois intercalaires. [Les drogues de cette classe] correspondent au moment où toutes choses se flétrissent et se cachent. Suivant le principe de combinaison des drogues d’une prescription, les drogues de cette classe ne doivent pas être employées seules. Elles doivent être assemblées en accord avec la souffrance du patient pour agir ensemble. Cependant, dans la formulation des remèdes, les rôles de souverain, ministre, et assistant doivent être déterminés comme expliqué ci-après. Si un ingrédient est utilisé seul, cela n'entre pas dans le cadre de cette discussion. » (Trad. de Unschuld).
On notera que les drogues ayant une efficacité thérapeutique doivent obligatoirement être employées en association avec d'autres drogues. Cette pratique s'est poursuivie jusqu'à l'époque moderne.

### L’association des drogues entre elles
La préface se poursuit en présentant une caractéristique essentielle de la thérapie chinoise par les médicaments: les traitements associant plusieurs substances
« (&15) Les médicaments ont des rôles de souverain, ministre, assistant, et messager [jūn chén zuǒ shǐ 君臣佐使], pour faciliter leur action mutuelle. Pour un remède bien équilibré, il convient d'utiliser un souverain, deux ministres, et cinq assistants; il est également possible d'utiliser un souverain, trois ministres, et neuf assistants.
[L’utilisation des drogues] est similaire à l’organisation d’une hiérarchie humaine. S’il y a trop de souverains et pas assez de ministres, ou trop de ministres et pas assez d'assistants, alors  leur pouvoir n’influence pas tous les domaines. Cependant, en examinant les pratiques du monde, il n'est pas nécessaire que toutes correspondent exactement à cela. Pour les médicaments qui prolongent la vie [yangming 養命], il y a une prédominance de souverains 君; pour ceux qui nourrissent la nature [yangxing 養性], une prédominance de ministres 臣; et pour ceux qui guérissent les maladies [zhibing 治病], une prédominance d'assistants 佐 [...]
Les médicaments peuvent être associés sur le mode yin-yang, ou des relations de parenté, mère – enfants, frères aînés – frères cadets, ou [des relations constitutives des parties] de plantes telles que racine, feuille, fleur, fruit, ainsi que [des classifications en catégories telles que] plantes, minéraux, os, et chair. Il y a ceux qui agissent seuls, ceux qui ont besoin les uns des autres, ceux qui guident les autres, ceux qui se craignent mutuellement, ceux qui se répugnent, ceux qui s'opposent, et ceux qui se nuisent. Tous ces sept sentiments doivent être pris en compte dans la composition d'un remède harmonieux. (Traduction tirée de Unschuld et ChatGPT) »
La complexité de la formulation des remèdes en pharmaceutique chinoise souligne l'importance de comprendre les interactions entre les différents ingrédients. Les principes de la philosophie des relations dynamiques entre les principes yin et yang ainsi que les interactions entre substances comparées aux relations humaines guidées par les sentiments (amitié, opposition, crainte, hostilité, haine etc.) aident à faire les associations appropriées.
Jusqu'à l'époque moderne, les formules associant plusieurs substances médicinales plutôt que l’emploi d’une substance seule, ont fourni les médicaments les plus couramment utilisés en médecine chinoise. Les substances souveraines 君 et ministérielles 臣 traitent les principaux symptômes et jouent un rôle majeur dans la formule, les secondes aidant les premières. Les substances auxiliaires aident les substances principales des deux premiers rangs, à traiter les symptômes qui les accompagnent ou à entraver leur toxicité. Les substances des messageries 使 ont pour fonction d'amener tous les composants médicinaux directement dans la région pathologique ou de moduler positivement les effets médicinaux.
Le Huangdi neijing suwen avait déjà dans le chapitre 74 (至真要大) abordé quelques exercices formels symboliques avec la hiérarchie souverain-ministre-assistant-messager 君臣佐使. Par exemple, « Le Grand Essentiel indique. Un souverain, deux ministres. C’est une composition impaire ». Il poursuit, deux souverains, quatre ministres, c’est une composition paire, etc. Ceux qui sont près, traite-les avec une composition impaire ; ceux qui sont loin, traite-les avec une composition paire. Il poursuit ainsi ses exercices de numérologie.
Mais pour avoir un exemple pratique concret, il faut aller dans le Shanghan Lun 伤寒论 (vers 196), où est analysé la formule mahuangtang 麻黄汤 pour traiter les symptômes d'un rhume externe causé par le vent et le froid. Elle comporte 1) du mahuang 麻黄 Ephedra, comme substance souveraine qui agit pour disperser le froid et promouvoir la transpiration, 2) du guizhi 桂枝 de la cannelle, Cinnamomum cassia qui en tant que ministre aide à promouvoir la transpiration, en harmonisant le Ying et le Wei Qi, 3) du xingren 杏仁  Amande Prunus armeniaca comme assistant qui collabore avec le souverain et le ministre pour aider à diffuser le Qi des poumons et calmer l'asthme, 4) du gancao 甘草 Réglisse de l'Oural, Glycyrrhiza uralensis, qui comme messager harmonise les autres composants et aide à modérer l'effet de la formule pour éviter une transpiration excessive.
Comme dans l’ouvrage de référence, le Shennong bencao jing (anonyme), Tao Hongjing attribut à chaque substance médicinale une saveur (wei 味), une thermo-influence (qi 气) et une efficacité médicinale (youdu 有毒 toxique (ie. efficace), wudu 无毒 non toxique). Cinq saveurs sont distinguées: acide (suan 酸), salé  (xian 鹹/咸), doux (gan 甘), amer (ku 苦), piquant (xin 辛), ainsi que quatre qi [thermo-influences]: froid (han 寒), chaud (re 热), tiède (wen 温), frais (liang 凉).
Pour Tao Hongjing, ces informations peuvent être tirées d’essais observationnels mais avec plus de difficultés pour le qi thermique.
« La saveur douce ou amère d’une drogue peut être [facilement] estimée et il est assez facile d’estimer si [une substance] possède ou pas une efficacité thérapeutique forte. Mais savoir si une drogue possède une thermo-influence froide ou chaude l’est moins. Ici, j’ai indiqué chaud par un point rouge, froid par un point noir et neutre par l’absence de point, afin d’éviter des commentaires compliqués » (Unschuld)

## Les maladies
Tao Hongjing examine les causes des maladies en ces termes :
« Cang gong 倉公 [ie. Shunyu Yi 淳于意 né vers -219]. dit « Si un patient refuse de prendre les médicaments, ce sera la première [raison] de sa mort. Si un patient croit plus aux shamans [wu 巫] qu’aux médecins, ça sera la seconde [raison] de sa mort. [Si un patient] néglige son corps, traite sa vie à la légère, ça sera la troisième [raison] de sa mort ». Bien que les causes des maladies soient nombreuses, elles sont toutes liées à des influences pathogènes [xie 邪]. Ces influences pathogènes, étant anormales et contraires aux principes naturels du corps humain sont par exemple le vent [fēng 風], le froid [hán 寒], la chaleur [shǔ 暑], l'humidité [shī 濕], la faim [ji 飢], la satiété [bǎo 飽], l'effort [láo 勞] et le repos [yì 佚], [elles] sont toutes considérées comme pathogènes, pas seulement les esprits malins [guiqi 鬼氣] ou les maladies féroces. L’homme vit parmi les influences comme un poisson dans l’eau ; si l’eau est sale, le poisson s’affaiblit. Si les influences sont viciées, l’homme tombe malade. L’impact des influences pathogènes sur l’homme agit en profondeur. Une fois que les conduits (méridiens) sont affectés par une influence, elle se transmet aux organes internes, dépôts et palaces (zāng fǔ 髒腑). La maladie se transmet à ceux-ci selon les conditions qui prévalentes, organes faibles ou robustes, froids ou chauds. Cette maladie peut à son tour créer une autre maladie. »
Tao Hongjing discute aussi des substances toxiques. Il indique qu’il faut utiliser une dose aussi petite qu’un grain de millet ou de sorgho. Si la maladie persiste, on augmente la dose jusqu’il y ait un effet. Si on combine plusieurs remèdes toxiques, il faut bien sûr diminuer en proportion les doses etc.
Il distingue 8 qi pathogènes : 4 venant de l’environnement météorologique (le vent, le froid, la chaleur, l’humidité) et 4 venant de l’état physiologique de l’homme (la faim, la satiété, l’effort, le repos). Ces notions se trouvent dans les écrits médicaux antérieurs.
Par exemple, l’ouvrage fondateur de la médecine chinoise, le Huangdi neijing Suwen (premier siècle avant notre ère), dans le cadre de la présentation du système des correspondances Wuxing 五行, discute en de multiples endroits des qi excessifs et pathogènes comme dans le chapitre 5 阴阳应象大论 ou le chapitre 66 天元纪大论 qui considère que les Cinq phases génèrent le froid, la chaleur, la sécheresse, l’humidité et le vent.

## Les innovations pharmaceutiques de Tao Hongjing
L’intérêt de Tao Hongjing, l’ermite taoïste du mont Mao (maoshan 茅山) pour la préparation d’élixir de longue vie et la transmutation des métaux et minéraux transparait dans le traitement de certain article du Bencao jizhu.
Il indique que « Le vif-argent est capable de transformer l’or et l’argent en pâte ». Selon Unschuld, il est probable que cette pâte servait à fabriquer des amalgames dentaires, 150 ans avant que le Xinxiu bencao ne le décrive explicitement.
Tao décrit aussi la production du minium (Pb3O4). « Le minium est produit en traitant le plomb à la chaleur ».
Il a aussi indiqué de nombreux remèdes qui sont encore utilisés en Chine de nos jours. Il fut le premier à recommander la noix d’arec (bīnláng 槟榔), produit par aréquier (Areca catechu) comme remède contre le ténia.
Mais l'empreinte taoïste de Tao Hongjing se retrouve aussi dans le nombreuses recommandations de thérapie démonologique.
Un des apports les plus intéressant de Tao Hongjing à la confection de manuel de matière médicale est la méthode de classement des notices. La méthode utilisée par le Benjing de classification des drogues en grade supérieur, moyen et inférieur, consistait à répartir les 365 drogues dans des groupes supérieur, moyen et inférieur, respectivement de 120, 120 et 125 drogues. Ces classes quoique longues à parcourir n’interdisait pas de le faire moyennant un peu de patience. Car le gros problème de l’écriture chinoise est qu’elle ne permet pas de classification alphabétique qui rend possible d’accéder facilement à partir du nom de l’item à sa position dans un classement. Mais avec 750 drogues la méthode devenait très problématique. C’est pourquoi Tao Hongjing choisit de répartir les substances médicinales dans 7 classes en fonction de leur origine naturelle (minéraux, herbes, poissons, animaux, fruits, grains, et drogues obsolètes) chacune sous-divisée en supérieure, moyenne et inférieure. Cette classification dite « naturelle » sera continuellement améliorée jusqu’au Bencao gangmu de Li Shizhen (1593) qui est un système de classification hiérarchique constitué de 16 sections (bu 部), 60 catégories (lei 类). Durant cette période, la classification en trois grades perdit peu à peu de son intérêt et finit par être abandonnée.
L’utilisation d’encre de couleurs différentes pour distinguer les sources montra tout son intérêt pour la critique textuelle. Cette méthode fut adoptée par toutes le bencao suivantes. Après l’introduction des techniques d’impression, la différenciation des deux sources, se fit par des caractères blancs sur fond noir et vice versa.